# Maksim Kutovoj
Maksim Aleksandrovič Kutovoj (in russo Максим Александрович Кутовой?; Slavjansk-na-Kubani, 1º luglio 2001) è un calciatore russo, attaccante dello SKA-Chabarovsk.

## Caratteristiche tecniche
È un centravanti.

## Carriera

### Club
Cresciuto nel settore giovanile del Krasnodar, ha esordito in prima squadra il 19 luglio 2020 disputando l'incontro di Prem'er-Liga perso 2-0 contro la Dinamo Mosca.

### Nazionale
Ha giocato nelle nazionali giovanili russe Under-17 ed Under-19.